# Lutmastraat 271
Lutmastraat 271 te Amsterdam is een gebouw aan de Lutmastraat in Amsterdam-Zuid.

## Omgeving
Het gebied ter plaatse was eeuwenlang landbouwgebied, ook nog toen het onder gemeente Nieuwer-Amstel werd bestuurd. Die gemeentelijke scheiding tussen gemeente Amsterdam en Nieuwer-Amstel is ook in de 21e eeuw nog terug te vinden in de naam van de Tolstraat, aangelegd nabij de plek van die grens met tolhek. Nieuwer-Amstel was grotendeels leeg, maar hier en daar aan de randen kwam stedelijke bebouwing of industrie. Nabij de gemeentegrens had Abraham Wiegel een glasfabriek laten bouwen aan wat toen nog de Utrechtse Zijde heette (tegenover de Weesperzijde). In de jaren tachtig van de 19e eeuw werd die glasfabriek afgebroken en er kwam plek voor bijvoorbeeld het Raadhuis van Nieuwer-Amstel als ook enige bebouwing aan de De Ruyterstraat. De terreinen kwamen in 1889 in handen van de NV Woning-Maatschappij, opgericht door Nicolaas Pierson en Gerard Adriaan Heineken. Zij schakelden architect Dolf van Gendt in voor woningbouw voor arbeiders en stratenplan. Aan het eind van de De Ruyterstraat bij de Amsteldijk bleef echter een koetshuis staan behorend bij een groot huis aan diezelfde Amsteldijk. 

## Gebouw
Het gebouw op De Ruyterstraat 2 sluit in het geheel niet aan op de architectuur van Van Gendt noch op de bebouwing van Lutmastraat 263-269 zelf. Ook sluit het niet goed aan op de bebouwing aan de Amsteldijk. Architect Eduard Cuypers wilde zich kennelijk onderscheiden en kwam met een gebouw van twee bouwlagen onder een plat dak. Het gebouw heeft een lichtblauw uiterlijk en kent een gevelindeling die enigszins lijkt op de indeling van Piet Mondriaan. Wat verder opvalt zijn de houten lambrisering bij het lijstwerk; het is zaagtandmotief. Het gebouw werd neergezet na opdracht van Atelier Van den Bossche en Crevels. De Tijd duidde het in 1894 De Ruyterstraat 2, even voorbij het tolhek. Zij werkten er onder meer aan beeldhouwwerk voor De Bijenkorf.
Het gebouw was net af toen de gemeente Amsterdam een groot deel van Nieuwer-Amstel hier annexeerde. In 1915 gaf die gemeente het gebouw een nieuw adres Lutmastraat 271. Opmerkelijk is dat Nieuwer-Amstel nummerde vanaf de Amstel, Amsterdam deed dat vanaf de Boerenwetering. In 1919 vertrok de firma uit het gebouw en werd de inventaris verkocht. In de jaren tachtig had kunstenaar Jan Sierhuis hier zijn atelier.